# Gul veckskivling
Gul veckskivling (Leucocoprinus birnbaumii) är en svampart som först beskrevs av August Karl Joseph Corda, och fick sitt nu gällande namn av Rolf Singer 1962. Gul veckskivling ingår i släktet Leucocoprinus och familjen Agaricaceae.  Arten är reproducerande i Sverige. Inga underarter finns listade i Catalogue of Life. Gul veckskivling dyker ibland upp i krukväxter inomhus, utomhus eller i växthus. Det är en saprofyt och den skadar inte växterna.
Gul veckskivling är giftig för människor, giftet heter birnbaumin.

## Källor

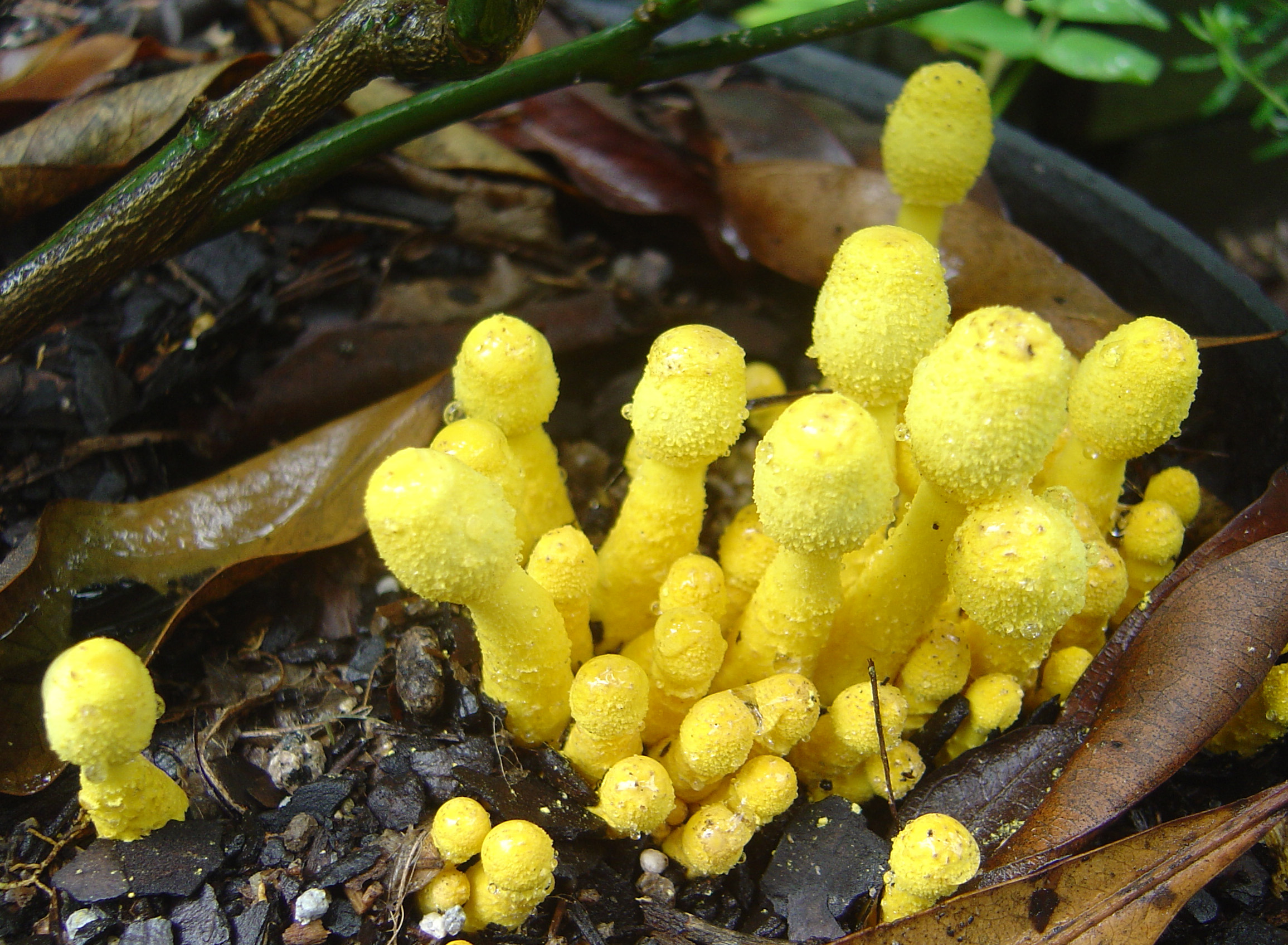
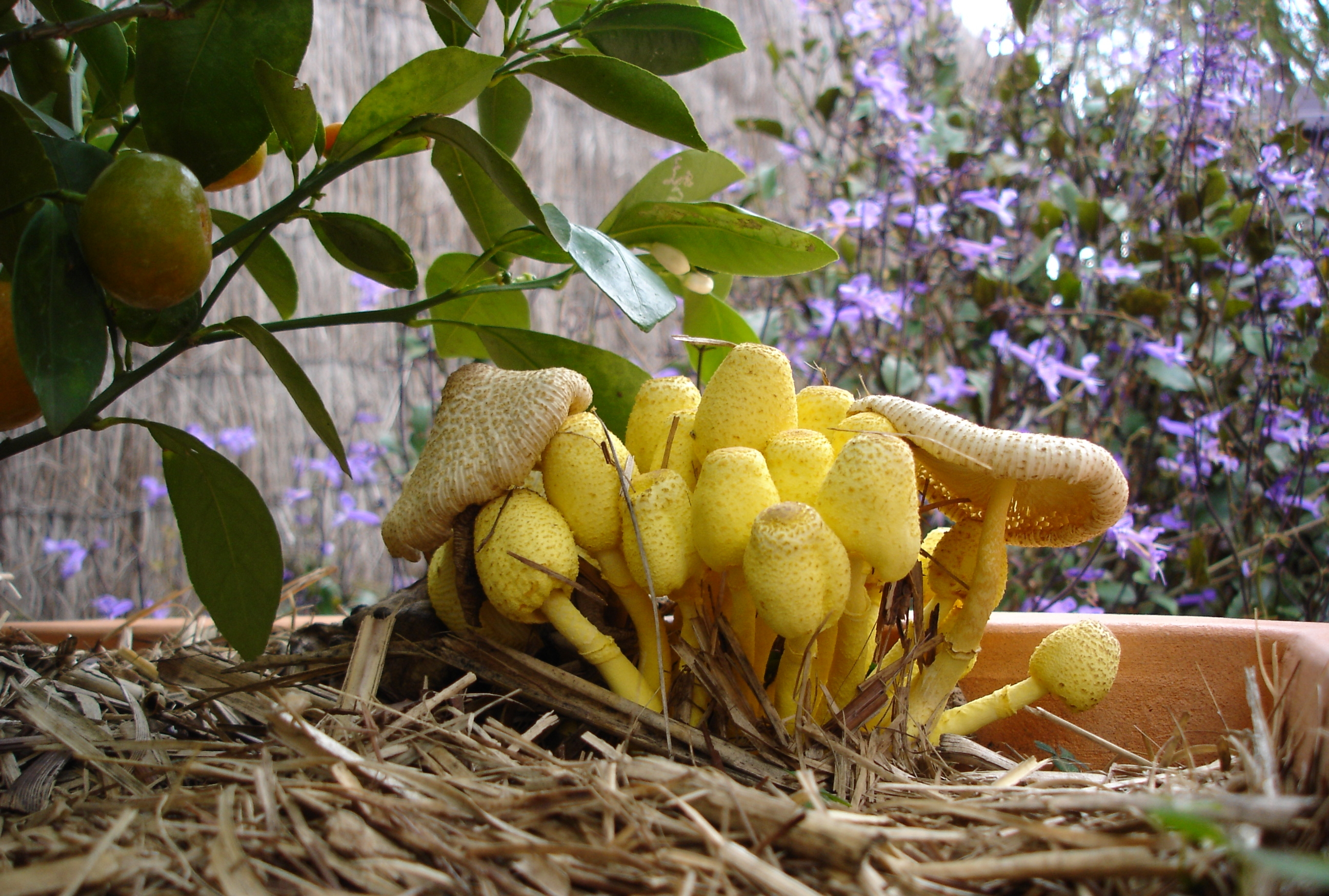
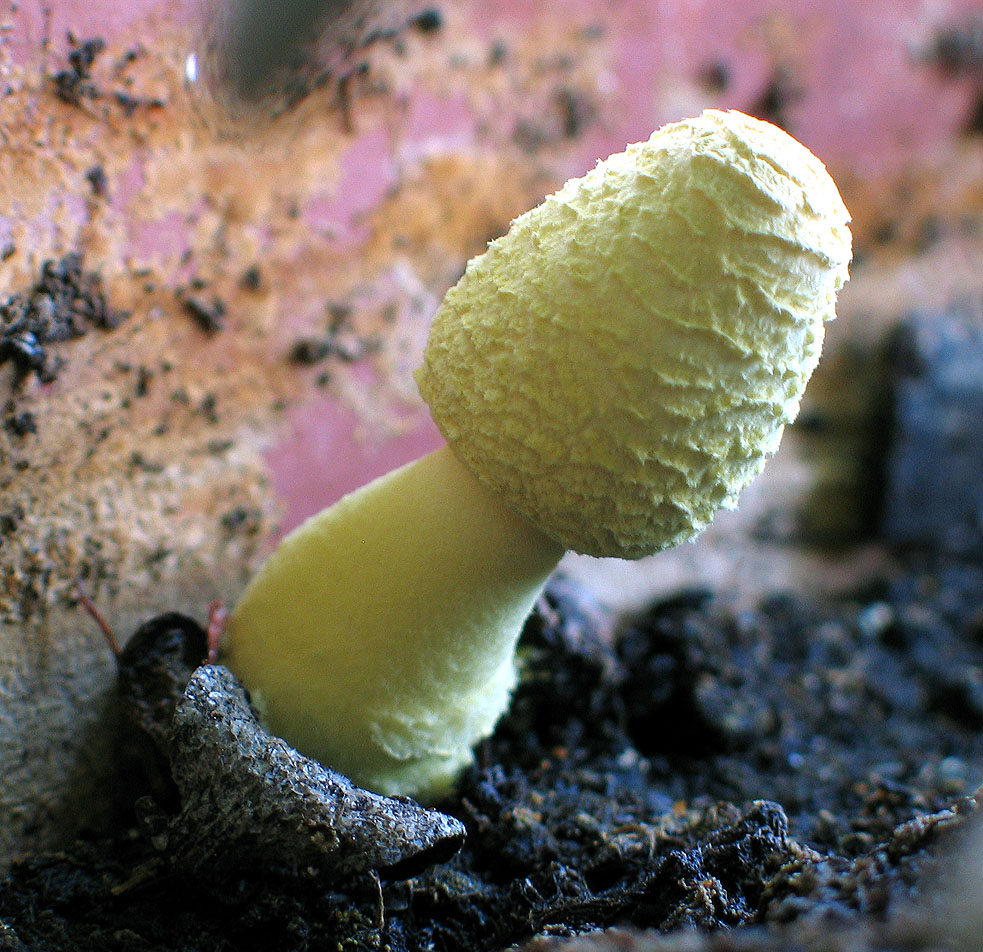
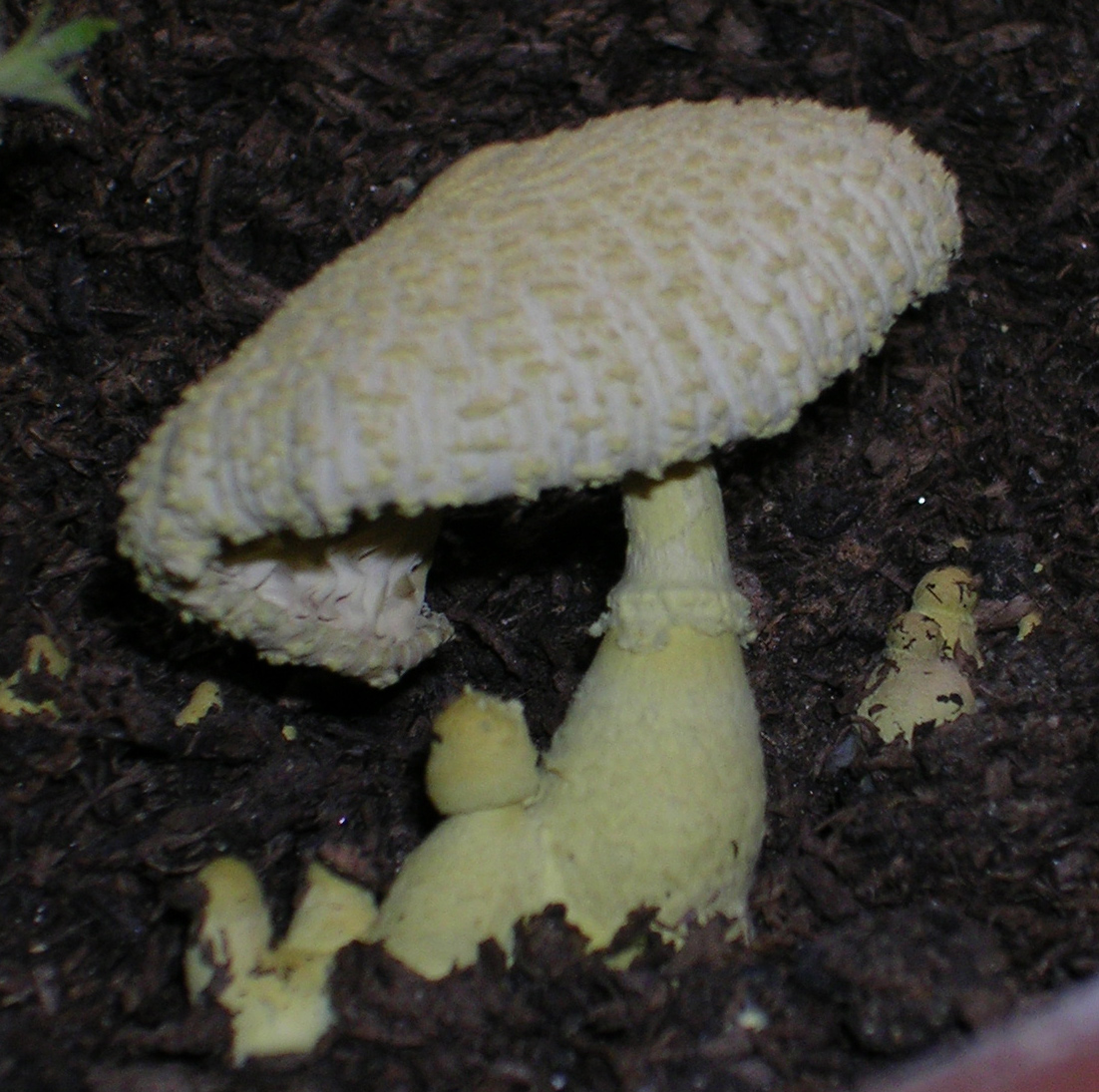
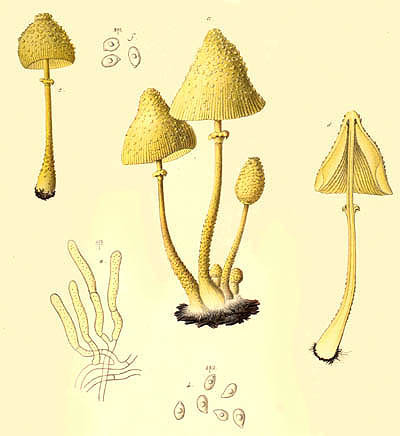
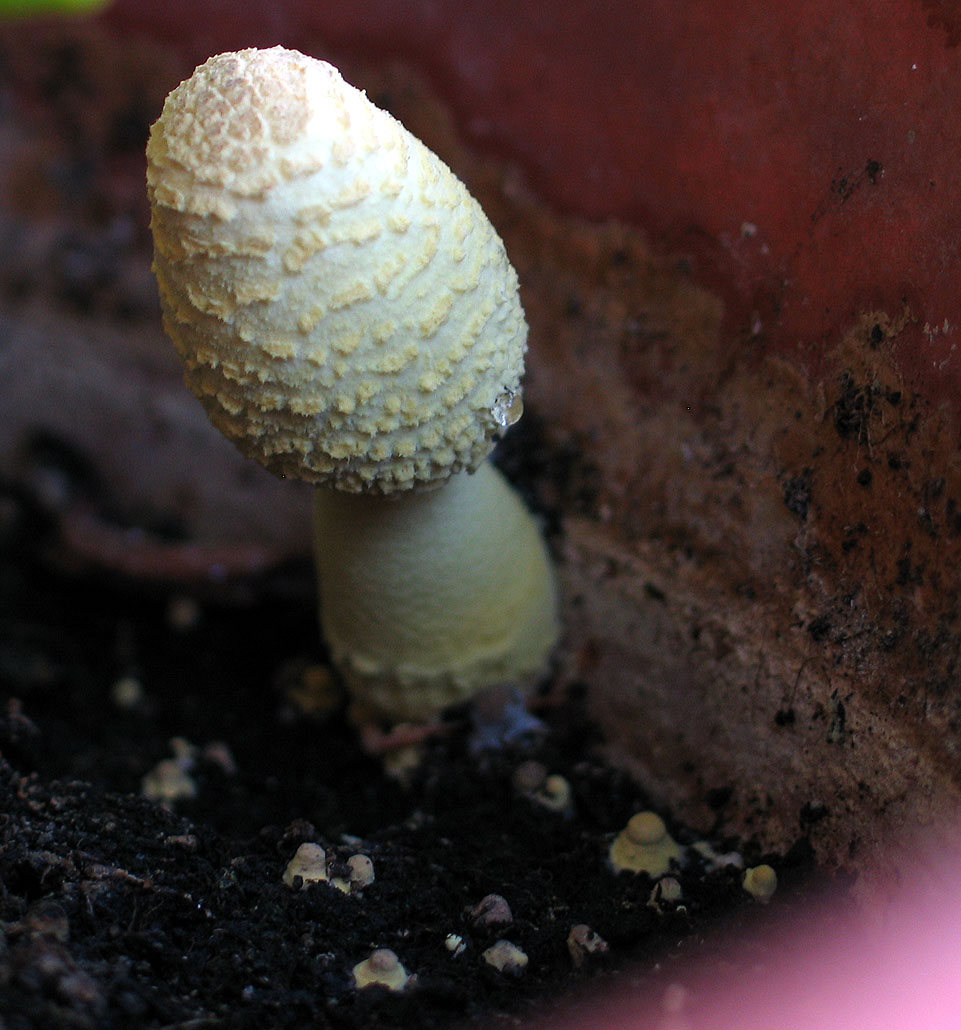
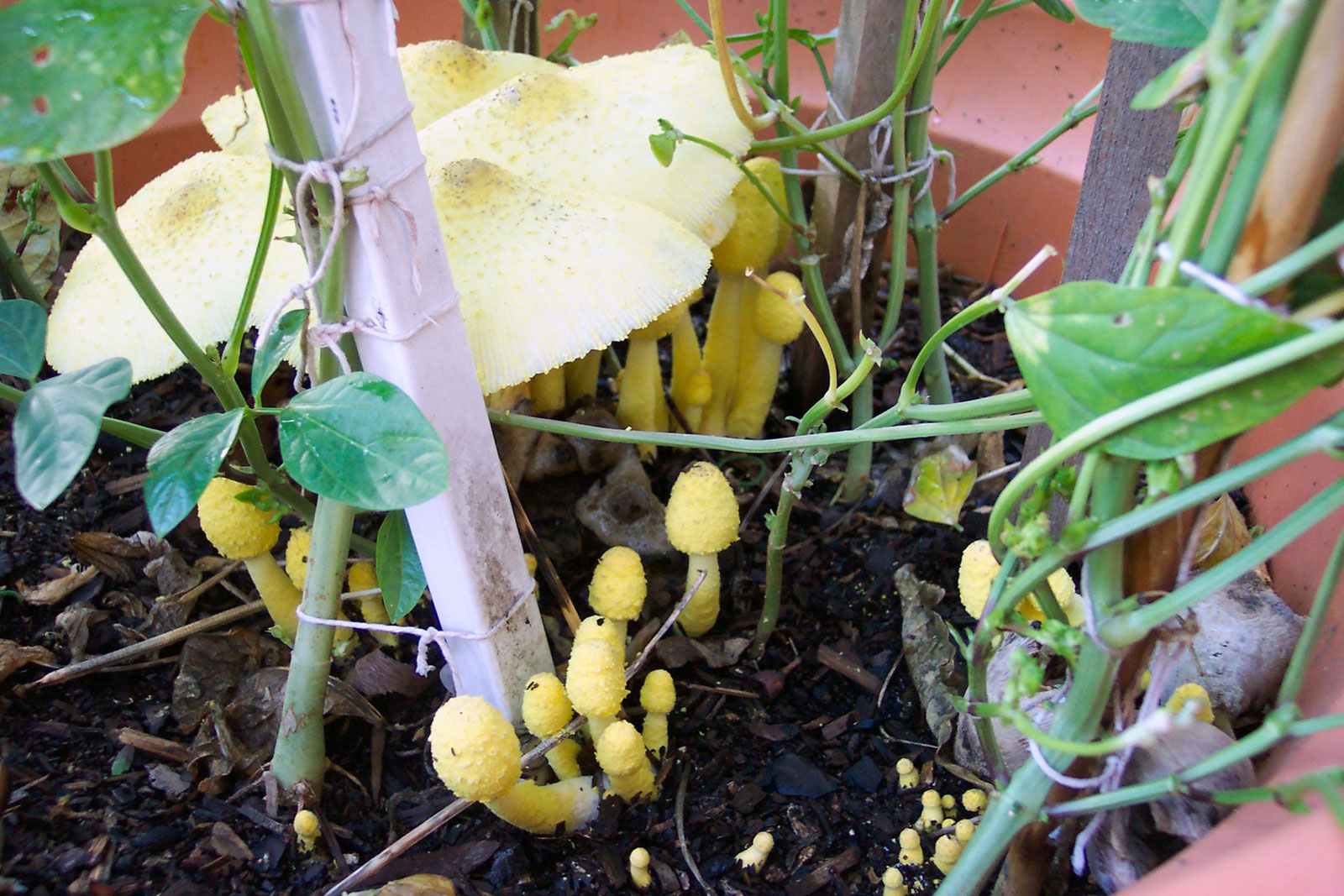